# Leptostylum curepeiensis
Leptostylum curepeiensis là một loài ruồi trong họ Tachinidae.